# 韩大匡
韩大匡（1932年11月26日—2023年10月23日），生于上海，原籍浙江省杭州市，油田开发工程专家，中国工程院院士，中国石油勘探开发研究院研究员，曾任中国石油勘探开发研究院副院长、总工程师、教授级高级工程师、博士研究生导师。

## 履历
1932年11月26日出生于上海市。
1952年，毕业于清华大学采矿系。1991年，被中国石油天然气总公司授予“石油工业有突出贡献科技专家”称号。1996年获中国科学技术发展基金会孙越崎科技教育基金能源大奖。
2001年，当选中国工程院院士。
2023年10月23日，韩大匡院士因病医治无效在北京逝世，享年90岁。

## 名字含义
“我的名字主要含义在‘匡’字上，这个字从字形看大体是‘国’字去掉了右边（东边）的一竖，象征着东北沦丧，隐含着毋忘国耻的意思；另一个带有积极期望的含义，就是希望我长大后能够“匡”扶社稷，对国家和社会能有所贡献。”

## 家庭
- 父亲：中华书局编辑。[2]